# 海陽丸腔吻鱈
海陽丸腔吻鱈，為輻鰭魚綱鱈形目鼠尾鱈科的其中一種，分布於南半球紐西蘭、福克蘭群島、塔斯馬尼亞等海域，屬深海底棲性魚類，深度625-1150公尺，體長可達43公分，棲息在底中層水域，甲殼類、腹足類、多毛類等為食，生活習性不明。